# BMW XM
BMW XM은 BMW의 대형 고성능 SUV로, X7의 플랫폼을 공용하는 플러그인 하이브리드 SUV다.
미국 사우스캐롤라이나주 스파턴버그 공장에서 생산된다. 1978년 BMW M1에 이어 BMW M에서 단독으로 개발한 2번째 차량이다.

## 런칭 및 개발
BMW는 2021년 에디션을 위한 아트 바젤의 공식 파트너가 될 것이며 11월 29일 BMW는 플로리다 마이애미 비치에서 XM의 컨셉트형을 공개하였다.생산은 사우스캐롤라이나주 그리어에 있는 BMW US 제조 회사 공장에서 2022년 말에 시작되어 2023년에 인도될 예정이다.BMW는 또한 시트로엥이 원래 XM에 사용했기 때문에 차량에 "XM"이라는 이름을 사용할 수 있도록 프랑스 자동차 제조업체인 시트로엥과 신사 계약을 체결할 것이다.

## 사양
XM의 내연기관인 트윈 터보차저 BMW S68은 더 강한 크랭크축을 갖도록 수정되었으며 터보차저는 배기 매니폴드에 더 가깝게 배치되었다.